# Lipsothrix errans
Lipsothrix errans är en tvåvingeart som först beskrevs av Walker 1848.  Lipsothrix errans ingår i släktet Lipsothrix och familjen småharkrankar. Enligt den finländska rödlistan är arten starkt hotad i Finland. Arten är reproducerande i Sverige. Artens livsmiljö är bäckar. Inga underarter finns listade i Catalogue of Life.